# Mohammed Takala
Mohamed Takala, né en 1966, est un homme politique libyen.

## Biographie
Diplômé en technologie de l'université de Budapest, il entre en politique après la première guerre civile libyenne. Il est élu au conseil municipal puis élu député lors des élections législatives libyennes de 2012.
Il est président du Haut Conseil d'État depuis le 6 août 2023, après avoir été élu avec 67 voix au second tour face à son adversaire, le président sortant, Khaled al-Michri, qui a obtenu 62 voix,.